# Ga Maseok
Ga Maseok là ga đường sắt trên Tuyến Gyeongchun.

## Bố trí ga
| ↑ Cheonmasan    |
| ４３ \| ２１ \| |
| Daeseong-ri ↓   |

| １·２ | ●Tuyến Gyeongchun →ITX-Cheongchun | → Hướng đi Chuncheon →                                 |
| ３·４ | ●Tuyến Gyeongchun →ITX-Cheongchun | ← Hướng đi Cheongnyangni · Đại học Kwangwoon · Yongsan |